# Hypercallia haematella
Hypercallia haematella is een vlinder uit de familie sikkelmotten (Oecophoridae). De wetenschappelijke naam van deze soort is voor het eerst geldig gepubliceerd in 1875 door Felder.
De soort komt voor in tropisch Afrika.